# Waverly (Pensilvania)
Waverly es un área no incorporada ubicada en el condado de Lackawanna en el estado estadounidense de Pensilvania.

## Geografía
Waverly se encuentra ubicada en las coordenadas 41°31′35″N 75°42′20″O / 41.52639, -75.70556.